# John Lyly

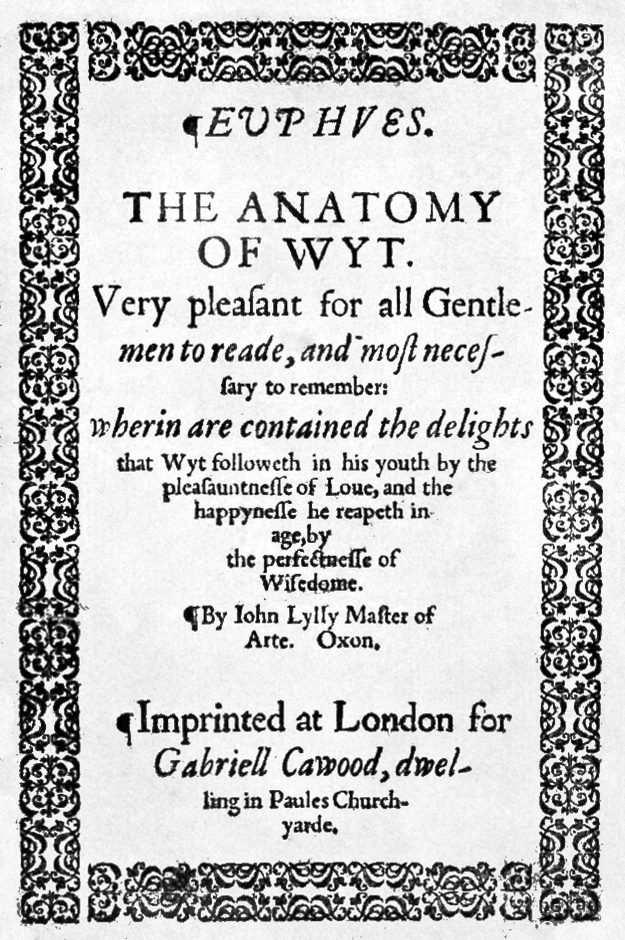
Coperta romanului Euphues, The Anatomy of Wit, cu care Lyly a debutat ca scriitor

John Lyly (c. 1553 sau 1554 – d. noiembrie 1606) a fost un scriitor și om politic englez.
A fost inițiator al euphuismului, varianta engleză a manierismului european.
Scrierile sale reprezintă o descriere a obiceiurilor și vieții de la curte și sunt caracterizate prin lirism și spiritualitatea dialogului.
Opera sa anticipează romanul de moravuri de mai târziu și comedia lui Shakespeare.

## Scrieri
- 1579: Euphues, or the Anatomy of Wit ("Euphues sau cercetarea spiritului")
- 1580: Euphues and His England ("Euphues și Anglia sa")
- 1584: Alexander and Campaspe ("Alexander și Campaspe")
- 1584: Sapho and Phao ("Sapho și Phao")
- 1591: Endymion
- 1592: Gallathea
- 1592: Midas
- 1594: Mother Bombie
- 1601: Love's Metamorphosis ("Metamorfoza iubirii").

1. ↑  Oxford Dictionary of National Biography
2. ↑  Find a Grave, accesat în 29 august 2019
3. ↑  Autoritatea BnF, accesat în 10 octombrie 2015